# 郭英釗
郭英釗（Ying-Chao Kuo，1959年10月17日—），台灣建築師，出生於台南，國立成功大學建築學系校友（1982年畢業）並擁有柏克萊加州大學建築碩士學位（1989年畢業）。郭英釗在1999年時與張清華共同成立九典聯合建築師事務所，其代表作包括被國外網站評選為全世界前二十最美麗圖書館——北投圖書館臺北市立圖書館北投分館、 台江國家公園管理處行政中心暨遊客中心、那瑪夏區民權國小、將捷集團滬尾藝文休閒園區等。

## 榮譽
- 中華民國不動產協進會國家卓越建設獎國土建設特別貢獻獎（2019）
- 第十二屆中華民國傑出建築師 (2011)[5]
- 年度台灣MVP經理人 (2010)

## 代表作品
建築
- 臺北市立圖書館北投分館
- 臺北市立圖書館石牌分館
- 台北花博新生三館
- 高雄市那瑪夏區民權國民小學重建案
- 淡水藝術工坊
- 中臺灣創新園區
- 嘉義產業創新研發中心
- 台江國家公園台江學園
- 滬尾藝文休閒園區
- 沙崙智慧綠能科學城綠能科技聯合研究中心
- 台糖沙崙智慧綠能循環住宅園區
- 大明高中潭子藝術校區

書籍
- 《綠領建築師教你設計好房子》（綠領建築師培訓工作坊講師群合著），野人文化（臺灣新北市，2013年）
- 《有氧建築：綠建築的足跡與對話》（合著者 邱茂林 張清華）， 積木文化，（臺灣臺北，2011年）
- 《西班牙協奏曲：陽光下的都市形影》（合著者 邱茂林），創興出版，（臺灣臺北，2004年）
- 《都市形影與對話－義大利》，（合著者 邱茂林），創興出版，（臺灣臺北，2001年）
- 《透視空間奧秘》，（原著者 Donlyn Lyndon& Charles W. More），創興出版，（臺灣臺北，2000年）
- BI: The Origin of Architectural Creativity|Design the way Nature creates itself. （2020）[6]

## YouTube
- 《藝術很有事》第11集─郭英釗的有氧建築 （页面存档备份，存于）[2017]，財團公共電視文化事業基金會
- 《TED╳Talks》Architecture:郭英釗(Kuo Ying-Chao) （页面存档备份，存于） [2013]，TED╳Talks
- 《與建築師同行》他打造鐵花村貨櫃屋　成全台最美打卡點 （页面存档备份，存于） [2019]，台灣蘋果日報
- 《璞有聲——郭英釗建築師》 （页面存档备份，存于） [2019]
- 《人文講堂- 聰明住宅合宜生活》——郭英釗 （页面存档备份，存于） [2014]，大愛電視
- 《科學「築」跡：以終為始綠建築》 （页面存档备份，存于） [2019]，科普一傳十
- 《循環經濟對未來建築的啟發》 （页面存档备份，存于） [2019]，信義學堂
- 《台灣綠建築實踐家》 （页面存档备份，存于） [2013]，生命力
- 《PLEA2018 Keynote: Kuo Ying Chao - Design for the Circular Future》 （页面存档备份，存于） [2018]，Design for the Circular Future
- 《TEDxMonga - Ching-Haw Chang and Ying-Chao Kuo 張清華/郭英釗 - Talk to a tree 》 （页面存档备份，存于） [2011]，TEDxMonga